# 미친 사랑의 노래 (영화)
"미친 사랑의 노래"는 1990년에 개봉한 대한민국의 영화이다.

## 캐스팅
- 김구미자 : 이수 역
- 박진성 : 현우 역
- 박찬환 : 민철 역
- 김성수 : 준호 역
- 이응경 : 미정 역
- 김기종 : 파산업자 역
- 이해룡 : 중년남자 역
- 윤일주 : 노부부 역
- 조학자 : 노부부 역
- 우종완 : 청년 역
- 안진수 : 준호형 역
- 최민금 : 백치여인 역
- 최연수 : 미친여자 역
- 유일문 : 경비원 역
- 손전 : 청소부 역
- 박신영 : 거리여자 역
- 이석구 : 사내 1 역
- 정영국 : 사내 2 역
- 홍충길 : 사내 3 역
- 정규영 : 사내 4 역
- 김수천 : 노 교수 역
- 전숙 : 교수 역
- 문미봉 : 교수 역
- 신찬일 : 교수 역
- 최일 : 교수 역
- 장춘원 : 교수 역
- 박부양 : 교수 역
- 신동욱 : 교수 역
- 박애숙 : 교수 역
- 박노철 : 현우친구 역
- 강종태 : 현우친구 역
- 엄세환 : 대학생 역
- 이군호 : 대학생 역
- 안종환 : 프론트맨 역
- 강희 : 아낙네 역
- 장병주 : 전도사 역
- 주희 : 춤추는 여자 역
- 박상배 : 술취한 남자 역
- 이영욱 (우정출연)
- 조주미 (우정출연)